# Red Savina
«Red Savina» — сорт перца хабанеро (Capsicum chinense).
Создание «Red Savina» приписывается Фрэнку Гарсии-младшему из GNS Spices, что в Уолнате, Калифорния. Точный метод, который Гарсия использовал для отбора самых жгучих сортов перца, не является общеизвестным.
«Red Savina» был защищён законом о защите сортов растений (PVP №9200255) с 1993 по 2011 год.
В феврале 2007 года «Red Savina» был вытеснен из «Книги рекордов Гиннесса» как самый жгучий перец чили в мире, уступив новому сорту — Naga Jolokia. Red Savina удерживал данный рекорд двенадцать лет, с 1994 по 2006 год.
У перцев «Red Savina» было зарегистрировано вплоть до 577 000 единиц по шкале жгучести Сковилла, но эти часто цитируемые данные никогда не проверялись; сравнительный эксперимент, проведённый группой исследователей, в том числе регент-профессором Полом У. Босландом в Институте перца чили в Университете штата Нью-Мексико в 2005 году, показал средний уровень жгучести в 248 556 единиц для «Red Savina». Хабанеро оранжевый может доходить по жгучести до 357 729 единиц, но средний хабанеро оранжевый составляет около 200 000  единиц. Для сравнения, средний показатель ЕШС для Naga Jolokia — 1 019 687.

## Галерея

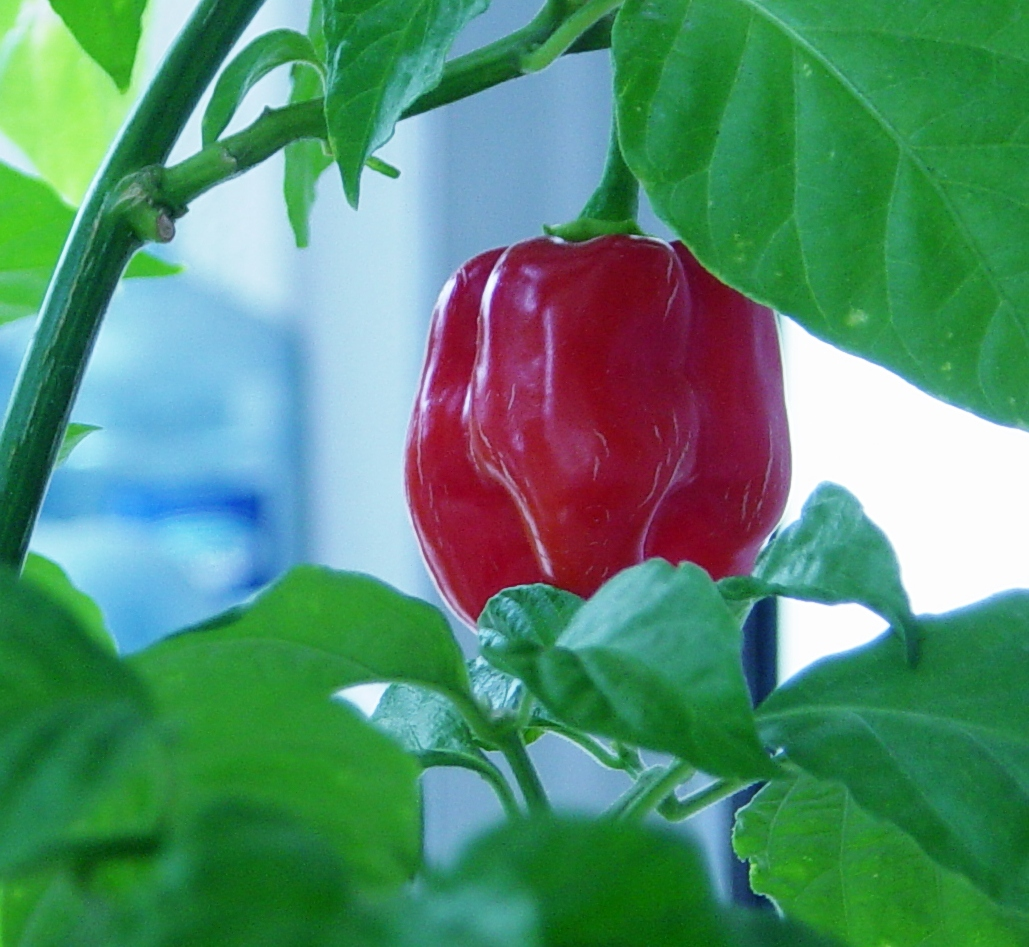
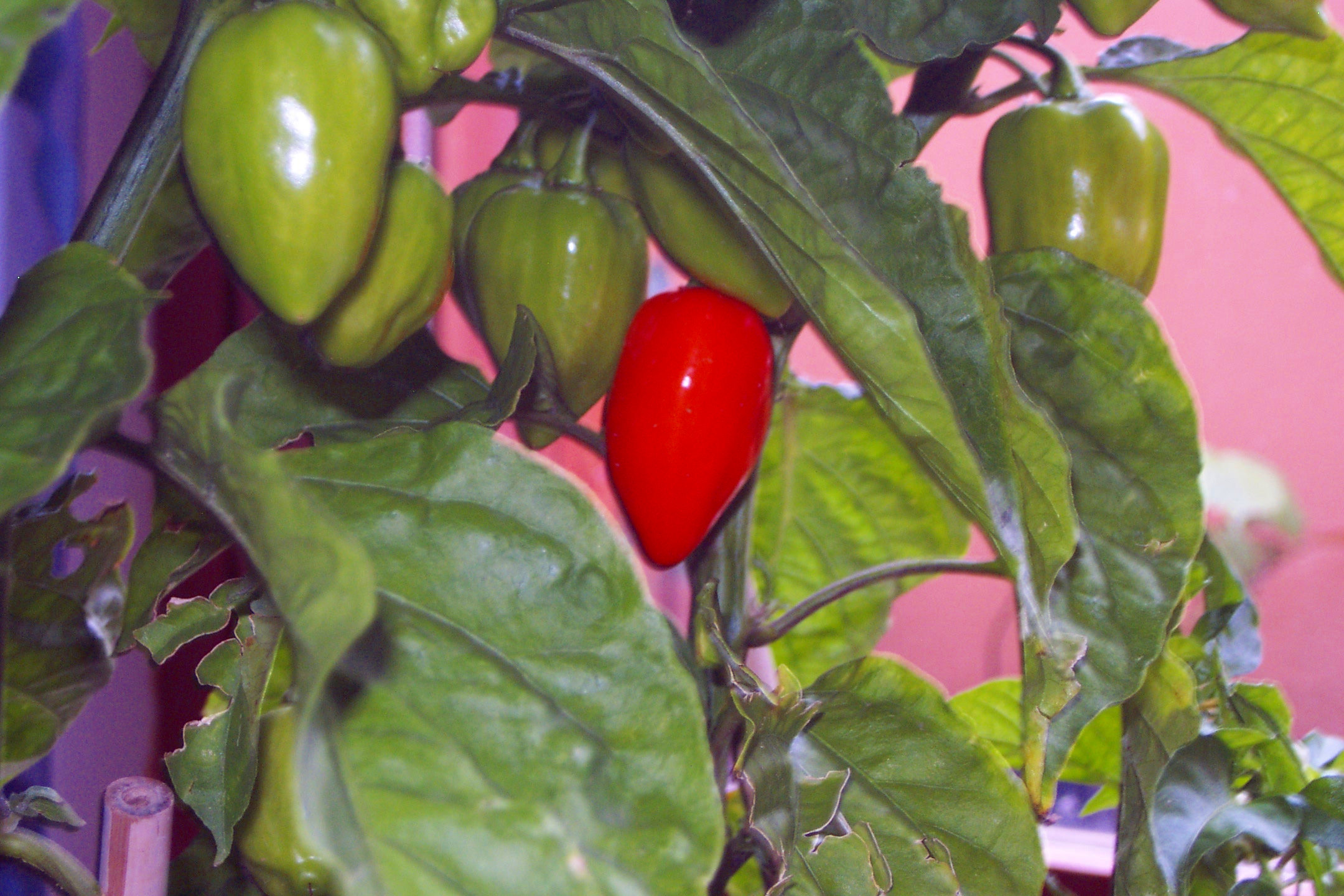
В процессе созревания